# Lisa Unterweger
Lisa Unterweger (* 4. Februar 1995) ist eine österreichische Skilangläuferin.

## Werdegang
Unterweger, die für den SK Rottenmann startet, trat international im Jänner 2012 bei den Olympischen Jugend-Winterspielen 2012 in Innsbruck in Erscheinung. Dort errang sie den 22. Platz über 5 km klassisch, den 11. Platz im Sprint und den siebten Platz in der Mixed-Staffel. Bei den Nordischen Junioren-Skiweltmeisterschaften 2012 in Erzurum belegte sie den 30. Platz über 5 km, den 19. Rang im Sprint und den siebten Platz mit der Staffel. Im folgenden Jahr kam sie bei den Nordischen Junioren-Skiweltmeisterschaften 2013 in Liberec auf den 47. Platz über 5 km Freistil, auf den 20. Platz im Sprint und auf den fünften Platz mit der Staffel. Ihre besten Resultate beim Europäischen Olympischen Winter-Jugendfestival 2013 in Brașov waren der 11. Platz mit der Mixed-Staffel und der achte Platz im Sprint. In der Saison 2013/14 errang sie den siebten und in der Saison 2014/15 den sechsten Platz in der U20-Gesamtwertung des Alpencups. Ihre besten Platzierungen bei den Nordischen Junioren-Skiweltmeisterschaften 2014 im Fleimstal waren der 25. Platz über 5 km klassisch und der 11. Platz mit der Staffel. Bei den Nordischen Junioren-Skiweltmeisterschaften 2015 in Almaty errang sie den 23. Platz im Skiathlon, den 18. Platz über 5 km Freistil und den achten Platz im Sprint. Im Jänner 2016 debütierte sie bei der Tour de Ski Sprintetappe in der Lenzerheide im Skilanglauf-Weltcup und belegte dabei den 63. Platz. Bei den U23-Weltmeisterschaften 2016 in Râșnov kam sie auf den 35. Platz über 10 km klassisch, auf den 27. Rang über 10 km Freistil und auf den 12. Platz im Sprint. Im Jänner 2017 wurde sie österreichische Meisterin in der Verfolgung. Anfang Februar 2017 siegte sie beim Balkan-Cup in Ravna Gora jeweils über 5 km klassisch und über 5 km Freistil. Bei den Nordischen Skiweltmeisterschaften 2017 in Lahti belegte sie den 36. Platz im Sprint und den 16. Platz zusammen mit Anna Roswitha Seebacher im Teamsprint. Im März 2017 holte sie über 10 km Freistil in St. Ulrich am Pillersee ihren ersten Sieg im Alpencup und gewann bei den österreichischen Meisterschaften in Eisenerz Silber im 15-km-Massenstartrennen und Gold im Sprint. Im folgenden Jahr wurde sie österreichische Meisterin über 15 km und im Sprint. Im Jänner 2018 holte sie in Seefeld in Tirol mit dem 28. Platz im Sprint ihre ersten Weltcuppunkte. Bei den Olympischen Winterspielen 2018 in Pyeongchang lief sie auf den 67. Platz über 10 km Freistil, auf den 50. Rang im Sprint und auf den 14. Platz zusammen mit Teresa Stadlober im Teamsprint. Im Februar 2019 belegte sie bei den Nordischen Skiweltmeisterschaften in Seefeld in Tirol den 44. Platz im Sprint, den 43. Rang im 30-km-Massenstartrennen und den 31. Platz über 10 km klassisch. Bei den Nordische Skiweltmeisterschaften zwei Jahre später in Oberstdorf lief sie auf den 52. Platz über 10 km Freistil, auf den 49. Rang im Sprint und zusammen mit Barbara Walchhofer auf den 16. Platz im Teamsprint.
In der Saison 2021/22 wurde Unterweger österreichische Meisterin über 10 km klassisch und kam bei den Olympischen Winterspielen 2022 in Peking, auf den 34. Platz im Sprint, auf den 31. Rang über 10 km klassisch sowie zusammen mit Teresa Stadlober auf den sechsten Platz im Teamsprint.

## Erfolge

### Siege bei Continental-Cup-Rennen
| Nr. | Datum            | Ort                     | Disziplin       | Serie      |
| --- | ---------------- | ----------------------- | --------------- | ---------- |
| 1.  | 4. Februar 2017  | Ravna Gora              | 5 km klassisch  | Balkan-Cup |
| 2.  | 5. Februar 2017  | Ravna Gora              | 5 km Freistil   | Balkan-Cup |
| 3.  | 4. März 2017     | St. Ulrich am Pillersee | 10 km Freistil  | Alpencup   |
| 4.  | 4. Dezember 2021 | Ulrichen                | Sprint Freistil | Alpencup   |

### Teilnahmen an Weltmeisterschaften und Olympischen Winterspielen

#### Olympische Spiele
- 2018 Pyeongchang: 14. Platz Teamsprint Freistil, 50. Platz Sprint klassisch, 67. Platz 10 km Freistil
- 2022 Peking: 6. Platz Teamsprint klassisch, 31. Platz 10 km klassisch, 34. Platz Sprint Freistil

#### Nordische Skiweltmeisterschaften
- 2017 Lahti: 16. Platz Teamsprint klassisch, 36. Platz Sprint Freistil
- 2019 Seefeld in Tirol: 31. Platz 10 km klassisch, 43. Platz 30 km Freistil Massenstart, 44. Platz Sprint Freistil
- 2021 Oberstdorf: 16. Platz Teamsprint Freistil, 49. Platz Sprint klassisch, 52. Platz 10 km Freistil
- 2023 Planica: 48. Platz Sprint klassisch

### Medaillen bei nationalen Meisterschaften
- 2011: Silber mit der Staffel
- 2012: Silber mit der Staffel
- 2013: Bronze in der Verfolgung, Bronze mit der Staffel
- 2014: Silber über 6 km Skiroller, Bronze mit der Staffel
- 2015: Silber über 15 km
- 2016: Bronze über 5 km, Bronze in der Verfolgung
- 2017: Gold in der Verfolgung, Gold im Sprint, Silber über 10 km, Silber über 15 km
- 2018: Gold über 15 km, Gold im Sprint, Silber über 6,3 km Skiroller Berglauf
- 2019: Gold im Sprint, Silber über 15 km
- 2020: Gold über 10 km, Silber über 9 km Skiroller Berglauf
- 2022: Gold über 10 km